# Xylographus nitidissimus
Xylographus nitidissimus es una especie de coleóptero de la familia Ciidae.

## Distribución geográfica
Habita en Santo Tomé y Príncipe.